# 建设型内燃机车
建设型内燃机车是中国铁路的直流电力传动柴油机车车型之一，也是中国铁路史上第一款国产柴油机车，由长辛店机车车辆工厂设计制造，于1958年先后完成试制了两台机车，但未投入批量生产和正式使用。

## 发展历史
1950年代，中国开始踏上铁路牵引动力内燃化和发展国产內燃机车的道路。1956年8月，由中国铁道科学研究院编制的中国首个铁路科技发展规划——《 1956年—1967年铁道科学技术发展远景规划》在全国铁道科学工作会议上讨论通过，指出“技术政策的中心环节是牵引动力改革，要迅速地、有步骤地由蒸汽机车转到电力机车和内燃机车上去”，从此确定了牵引动力改革的方向。1956年至1958年，第一机械工业部机车车辆研究所、铁道部铁道科学研究院展开一系列的课题研究，通过技术人员的培养和技术资料的研究，初步掌握了内燃机车的工作原理、设计方法和试验方法，完成了发展内燃机车的前期准备工作。
1958年起在大跃进运动形势的推动下，铁道部各主要机车制造和修理工厂纷纷掀起“争取生产内燃机车”的热潮，位于北京的长辛店机车车辆修理工厂也萌发了制造内燃机车的构想。1958年6月19日，长辛店工厂举行庆祝制成建设型5321号蒸汽机车庆功会，厂长黄英夫号召全厂职工动员起来，在当年国庆节前成功试制第一台内燃机车。1958年6月，长辛店工厂的技术人员多方搜集有关资料，并从集宁机务段借调来当时刚从匈牙利进口的ND1型106号柴油机车作为参考，开始研制中国铁路史上第一台国产柴油机车。为了逆向仿制ND1型柴油机车的各主要部件，工厂将借来的机车完全解体测绘以便参照加工，将柴油机、电机电器、辅助系统、转向架等部分分解成零件，然后再一一按原样组装复原。为确保机车的试制任务能够按时完成，长辛店工厂设计了两种动力传动方案。第一个方案用于1号机车，采用两台现有的红旗300型柴油机（国产的V-2-300型柴油机）；第二个方案则用于2号机车，仿制ND1型机车所使用的XVI Jv 170/240型柴油机。两台建设型柴油机车都具有同等的功率和性能，所有电机、电器、走行部、辅助系统等部分完全按照ND1型机车仿制。。
研制期间，唐山铁道学院、北京铁道学院、北京工业学院、铁道科学研究院等单位亦派出技术人员和师生来厂协助。中共北京市委亦指示全市有关工厂单位共同协助，北京低压开关厂、北京市汽车修配厂、北京电车公司修造厂、北京电气仪表厂、北京综合仪表厂、北京市无轨电车制配厂、良乡电力修造厂、朝阳电机厂、北京第一机床厂、北京仪器厂、北京铜丝厂、北京电解铜厂、光明橡胶厂、大红门压钢厂、北京电线厂、永定机械厂等三十多个工厂参与试制。例如，北京市汽车修配厂负责仿制柴油机主轴瓦、连杆瓦、燃油泵和调速器等零部件。北京电车公司修造厂负责试制牵引电动机。良乡电力修造厂负责试制牵引发电机。北京工业学院负责设计并联式柴油机的驱动齿轮箱。机车车体由唐山铁道学院师生和工厂技术人员联合设计。除此之外，柴油机曲轴的锻造由太原重型机械厂承担，制造电动机所需的数百块矽钢片则由太原钢厂提供。
1958年8月31日，长辛店工厂制造的第一台柴油机车正式落成，为纪念工厂在同年成功制造建设型蒸汽机车，工厂制造的第一台柴油机车亦被命名为建设型。1958年9月6日，建设型1号机车在京广铁路长辛店至良乡间进行第一次试运行。从开始解体测绘到第一台机车试验成功，建设型柴油机车的设计和试制过程仅历时88天。1958年9月15日，建设型1号机车牵引一辆刚由长辛店工厂试制的3型高级嘹望车，从北京出发到徐水和保定进行牵引试验，时任北京市委书记兼任市长彭真亦参与了这次试验。后来又相继制造了第二台机车。1958年9月底，装有自制柴油机的建设型2号机车出厂。当年国庆节期间，在苏联展览馆（现北京展览馆）举办的第一次全国工业交通展览会上，两台建设型柴油机车一同现场展出。1958年10月17日，全国人大委员长朱德视察长辛店工厂，并登上建设型柴油机车参观。
1958年至1959年，中国进行了多种内燃机车和柴油机的设计试造，包括建设型、巨龙型、先行型、卫星型四种柴油机车，以及东风型柴油动车组。由于设计经验不足和制造工艺落后，加上在大跃进运动期间仓促上马，这几种机车的性能和质量均不尽如人意。经过多年的试验改进后，只有巨龙型和卫星型得以定型并投入批量生产，也就是后来的东风型和东方红1型柴油机车。而建设型和先行型机车仅经过初步试验，而未能投入批量生产和正式使用。

## 技术特点

### 总体布置
建设型柴油机车是采用直流电力传动的600马力调车机车，采用底架承载结构的流线型棚式车体，车体上部由前至后分别为司机室、动力室、冷却室。司机室内设有司机操纵台和电气控制柜，并设有车内采暖和通风的设备。动力室内设有一套柴油发电机组，以及转速发电机、机油系统、燃油系统等配套装置。冷却室内设有包括铜散热器、冷却风扇、通风道等设备，柴油机通过辅助齿轮箱和万向轴直接驱动冷却风扇，冷却室内还设有空气压缩机、励磁机、照明发电机、牵引电动机通风机等辅助电机装置。机车走行部为两台二轴转向架，构架为钢板焊接而成的箱型结构，车轴轴箱采用导框式定位装置，车体重量通过旁承由转向架承担，牵引力和制动力通过心盘传递。

### 动力装置
第一台机车装用两台300马力的红旗300型柴油机（红旗300型柴油机即是国产化的V-2-300型柴油机，也就是T-34坦克所使用的V-2-34型柴油机的民用版本），通过减速齿轮箱并联驱动牵引发电机工作。该型柴油机为12气缸、直喷式、四冲程、V型高速柴油机，气缸直径为150毫米，活塞行程为180毫米（左）／186.7毫米（右），气缸夹角为60°，额定转速为每分钟1500转，标定功率为220千瓦（300马力），单位燃油消耗率为180克/有效马力·小时，柴油机净重为850公斤。
第二台机车装用一台600马力的16V170型柴油机，仿制自匈牙利冈茨的XVI Jv 170/240型柴油机。该型柴油机为16气缸、预燃室式、四冲程、V型中速柴油机，气缸直径为170毫米，活塞行程为240毫米，气缸夹角为40°，额定转速为每分钟1000转，标定功率为448千瓦（600马力），单位燃油消耗率为175克/有效马力·小时，柴油机净重为5600公斤。

### 传动系统
建设型柴油机车采用直—直流电传动系统，由柴油机带动一台直流牵引发电机，将发出的直流电传给四台牵引电动机，再由牵引电动机经过齿轮驱动轮对。机车装用一台仿匈牙利冈茨EB Sc41/2000型牵引发电机，主磁极设有自励、他励、起动、差励、补偿绕组，冷却方式为自带风扇强迫通风，额定功率为370千瓦，额定电流为1400安培，额定电压为265伏特。牵引发电机在柴油机启动时亦作为起动电动机使用，起动时由48伏蓄电池供电。每个转向架装有两台仿匈牙利冈茨TC32 44/14型六极串励直流牵引电动机，四台牵引电动机采用“两串两并”方式连接（即每两台牵引电动机分为一组串联连接，两组牵引电动机并联连接），牵引电动机的额定功率为79千瓦，额定电流为815安培，额定电压为282伏特，并且可使用一级磁场削弱以扩大机车恒功速度范围。

## 参看
- DVM2型柴油机车
- ND1型柴油机车
- 先行型内燃机车
- 巨龙型内燃机车
- 卫星型内燃机车
- 中國内燃機車列表